# Червоное (Ставищенский район)
Червоное (укр. Червоне) — село, входит в Ставищенский район Киевской области Украины.
Население по переписи 2001 года составляло 112 человек. Почтовый индекс — 09420. Телефонный код — 4564. Занимает площадь 0,556 км². Код КОАТУУ — 3224287005.

## Местный совет
09421, Київська обл., Ставищенський р-н, с. Сухий Яр, вул. Кобилянської, 1а, тел. 2-44-44; 2-44-42 (укр.)